# Claude Brasseur
Claude Braseur [klód brasör], rodným jménem Claude Pierre Espinasse [klód espinas] (15. června 1936 Neuilly-sur-Seine – 22. prosince 2020) byl francouzský divadelní a filmový herec, dvojnásobný držitel ocenění César.

## Život a kariéra
Pocházel z uměleckého prostředí, oba jeho rodiče, otec Pierre Brasseur i matka Odette Joyeuxová, byli významní francouzští herci. Hercem se stal i jeho syn Alexandre Brasseur.
Původně vůbec hercem být nechtěl a toužil se stát novinářem. Nicméně rodinné předpoklady se nakonec nezapřely. Po absolutoriu pařížské konzervatoře začal hrát v řádném angažmá nejprve na divadle.
Ve filmu se poprvé objevil už v roce 1956 ve snímku Země, odkud přicházím, nicméně poměrně dlouhou dobu hrál spíše drobnější a epizodní role. Do hlavních rolí se začal prosazovat až v 70. letech 20. století. Jeho herecký projev byl charakteristický střízlivostí, neokázalostí, uměřeností a civilním projevem, který se dobře uplatnil jak v úlohách charakterních, tak i v rolích komické povahy.
Jednalo se také o sportovce, reprezentoval Francii na Zimních olympijských hrách 1964 v Innsbrucku v jízdě na bobech, v roce 1983 se zúčastnil Rallye Paříž-Dakar, kde dělal 2. pilota Jackymu Ickxovi.

## Filmografie (výběr)
- 1956: Země, odkud přicházím (Le Pays, d'où je viens), režie Marcel Carné
- 1959: Luční ulice (Rue des Prairies), režie Denys de La Patellière
- 1960: Oči bez tváře (Les Yeux sans visage), režie Georges Franju
- 1962: Desátník smolař (Le Caporal épinglé), režie Jean Renoir
- 1963: Germinal (Germinal), režie Yves Allégret
- 1963: Banánová slupka (Peau de banane), režie Marcel Ophüls
- 1964: Banda pro sebe (Bande à part), režie Jean-Luc Godard
- 1966: Rvačka v Panamě (Du rififi à Paname), režie Denys de La Patellière
- 1972: Hezká holka jako já (Une belle fille comme moi), režie François Truffaut
- 1974: Ledová ňadra (Les Seins de glace), režie Georges Lautner
- 1975: Agrese (L'Agression), režie Gérard Pirès
- 1976: Záletník (Un éléphant ça trompe énormément), režie Yves Robert
- 1976: Barocco (Barocco), režie André Téchiné
- 1978: Peníze těch druhých (L'Argent des autres), režie Christian de Chalonge
- 1978: Docela obyčejný příběh (Une histoire simple), režie Claude Sautet
- 1979: Válka policajtů (La Guerre des polices), režie Robin Davis
- 1980: Večírek (La Boum), režie Claude Pinoteau
- 1980: Bankéřka (La Banquière), režie Francis Girod
- 1981: Mužská záležitost (Une affaire d'hommes), režie Nicolas Ribowski
- 1981: Černý talár pro vraha (Une robe noire pour un tueur), režie José Giovanni
- 1982: Legitimní násilí (Légitime violence), režie Serge Leroy
- 1983: Zločin (La Crime), režie Philippe Labro
- 1985: Mistři gagu (Les Rois du gag), režie Claude Zidi
- 1985: Detektiv (Détective), režie Jean-Luc Godard
- 1986: Sestup do pekel (Descente aux enfers), režie Francis Girod
- 1986: Cikánka (La Gitane), režie Philippe de Broca
- 1990: Vražedný tanec (Dancing Machine), režie Gilles Béhat
- 1993: Cukr, káva, limonáda (Un, deux, trois, soleil), režie Bertrand Blier
- 1999: Rozvrat (La Débandade), režie Claude Berri
- 2000: Herci (Les Acteurs), režie Bertrand Blier
- 2006: Le Héros de la famille (Le Héros de la famille), režie Thierry Klifa
- 2006: Sedadla v parteru (Fauteuils d'orchestre), režie Danièle Thompson

## Ocenění

### César
Ocenění
- 1977: César pro nejlepšího herce ve vedlejší roli za film Záletník
- 1980: César pro nejlepšího herce za film Válka policajtů

Nominace
- 1979: César pro nejlepšího herce za film Docela obyčejný příběh
- 1993: César pro nejlepšího herce za film Le Souper

### Molièrova cena
Nominace
- 2000: Molièrova cena pro herce za představení À torts et à raisons